# Skipcze
Skipcze (ukr. Скіпче, przed 2015 Skypcze, ukr. Скипче, hist. pol. Skipcza) – wieś na Ukrainie, w obwodzie chmielnickim, w rejonie chmielnickim. W 2001 liczyła 685 mieszkańców, wśród których 679 jako ojczysty wskazało język ukraiński, a 6 rosyjski.